# 西尾くみこ
西尾 くみこ（にしお くみこ、1977年8月14日 - ）は神奈川県出身の女優。

## 出演

### テレビドラマ
- 山田くんと7人の魔女 第4話（フジテレビ） - ノアママ役
- ドクターブライダル（TX） - 島川志摩子役
- 宮部みゆき4週連続極上ミステリー 第一夜『理由』（TBS）
- 水曜ミステリー9 ガンリキ 警部補・鬼島弥一 - ハイカー役
- 土曜ワイド劇場 火災調査官・紅蓮次郎⑪（EX） - 選挙運動員役
- 鈴木先生(TX) - 一ノ谷先生役 レギュラー
- 土曜ワイド劇場 ヤメ検の女3（EX）
- 左目探偵EYE 第6話（NTV） - 母親役
- 世にも奇妙な物語〜 2009 秋の特別編〜 『呪い裁判』（CX） - 弁護士役
- Cafe吉祥寺で 第55話（テレビ東京） - 主婦役
- 土曜ワイド劇場 タクシードライバーの推理日誌24〜同時殺人の乗客〜（テレビ朝日） - レポーター役
- ウルトラマンタイガ（2019年、テレビ東京） - 記者B役

### テレビその他
- タイムスクープハンターSeason5 (NHK） - すず役
- みんなの家庭の医学 ＃101 （朝日放送） - 同僚役
- ガキの使いやあらへんで 絶対に笑ってはいけない熱血教師24時  （日本テレビ） - モンスターペアレント役

### CM
- サッポロビール
- 明星一平ちゃん『ラーメンバカ一平ちゃん』

### 映画
- HK　変態仮面 - 人質役
- 劇場版鈴木先生 - 一之谷先生役
- 夢に生きる[1]

### 舞台
- あいまいな空間 - 藤原雅子役
- 大人のこども - 絹江役
- ATSUSHI - 奥山和恵役
- STAGE×12 vol.7 すべりだいん - 馬場薫役
- STAGE×12 vol.2 ドキュメン？ - 香川役
- ウスバカゲロウ〜実母介護殺人〜 - 風間るみ子役（萬劇場・ダンカン演出）